# Конвенція про міжнародне змішане перевезення вантажів
Конве́нція ООН про міжнаро́дні змі́шані переве́зення вантажі́в — конвенція ООН, прийнята Комісією ООН з прав міжнародної торгівлі 24 травня 1980 року у Женеві . 

## Цілі
Конвенція була прийнята з метою:
- врегулювання міжнародних змішаних перевезень, як одного із засобів, що сприяють цілеспрямованому розвитку світової торгівлі;
- стимулювання безперешкодного розвитку раціональних і ефективних змішаних перевезень, що відповідають потребам відповідного виду торгівлі;
- забезпечення належного розвитку міжнародних змішаних перевезень в інтересах усіх країн і необхідність розгляду особливих проблем транзитних країн;
- полегшення митних процедур і належного обліку проблем транзитних країн;
- встановлення визначених правил, що стосуються перевезення вантажів відповідно до договорів міжнародного змішаного перевезення, включаючи справедливі положення про відповідальність операторів змішаного перевезення;[3]
- забезпечення збалансованості інтересів осіб, що надають послуги в сфері змішаних перевезень і які користуються ними, тощо[4].